# Augustus Le Plongeon

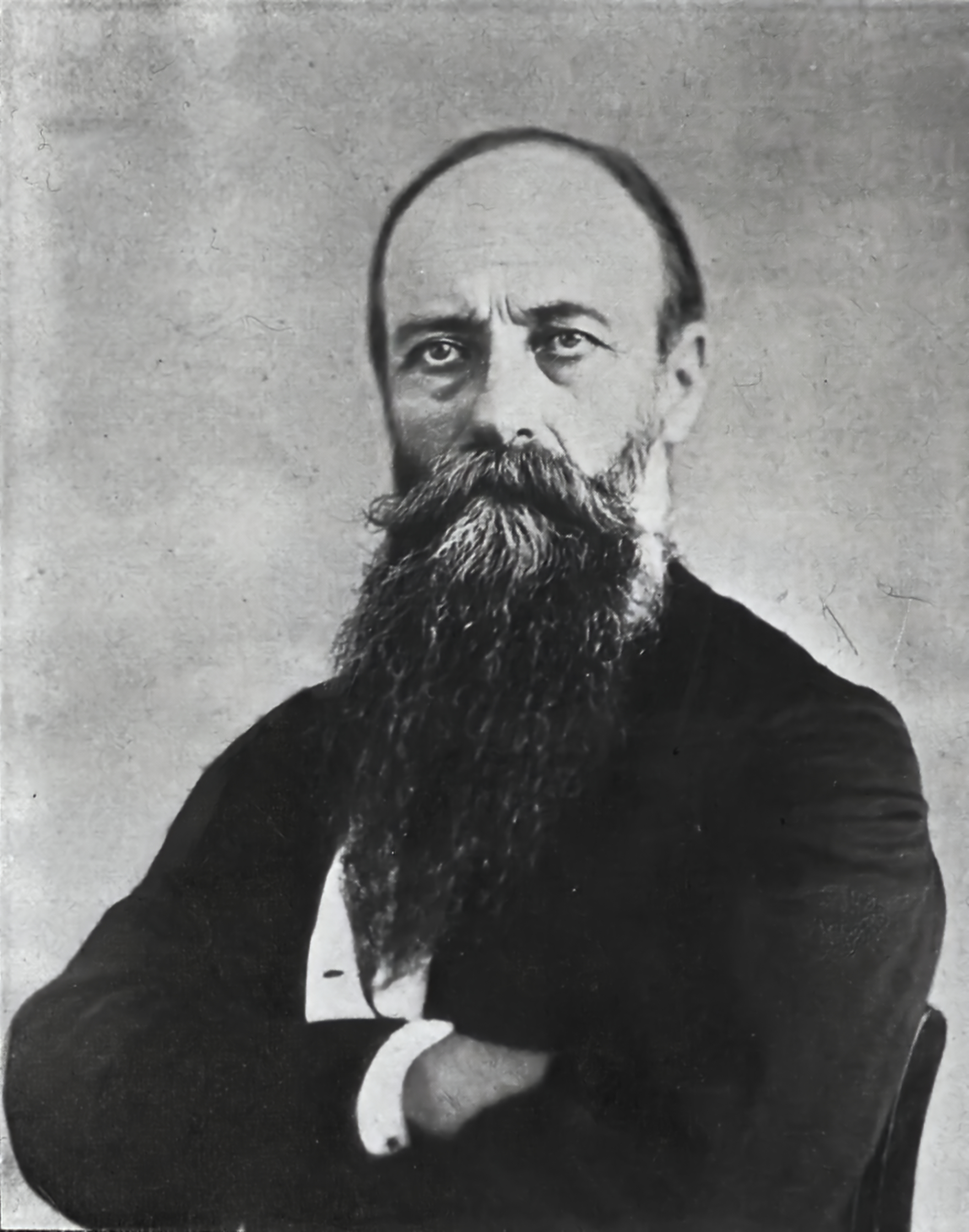
Augustus Le Plongeon

Augustus Le Plongeon (Jersey, 4 mei 1825 – New York, 13 december 1908) was een Frans fotograaf, avonturier en (amateur)archeoloog. Le Plongeon is vooral bekend om zijn onderzoek naar de Maya's en de excentrieke esoterische theorieën die hij over hen ontwikkelde.

## Levensloop
Le Plongeon werd geboren op het Kanaaleiland Jersey en studeerde aan de École polytechnique. Op 19-jarige leeftijd kwam hij voor het eerst in Latijns-Amerika terecht toen hij schipbreuk leed voor de kust van Chili. In Chili werd hij docent op een middelbare school, maar toen hem in 1849 berichten over de goudkoorts bereikten, trok hij naar Californië, waar hij landmeter werd.
Le Plongeon keerde terug naar Europa, waar hij in Engeland fotografie studeerde en fotograaf werd. In Engeland huwde hij de fotografe Alice Dixon Le Plongeon. Hij keerde in 1855 terug naar Amerika om de oude ruïnes van Peru te fotograferen en werkte ook weer in Californië.  Terwijl hij in Peru was werd zijn belangstelling gewekt door de oorzaken van aardbevingen. Hij kreeg gelegenheid de Arica aardbeving van 1868 te observeren en hij bestudeerde de ontstane schade en interviewde mensen over wat ze hadden meegemaakt. In deze tijd begon Le Plongeon zich uit te spreken tegen misdrijven van de jezuïetenpriesters en de katholieke kerk in Peru. Hij publiceerde twee boeken gericht tegen de jezuïeten, La religion de Jesus comparada con las ensenanzas de la Iglesia (1867) en Los Jesuitas y el Peru (1869).
Na in contact te zijn gekomen met de werken van de archeoloog Charles Étienne Brasseur de Bourbourg raakte Le Plongeon geobsedeerd door de Mayabeschaving en trok hij naar Yucatán om deze te onderzoeken. Tussen 1873 en 1885 deed hij uitgebreid onderzoek in Yucatán; voor het eerst werden de grote Mayavindplaatsen van dat schiereiland systematisch gefotografeerd. Le Plongeon vergeleek de Mayabeschaving met het Oude Egypte en was ervan overtuigd dat de Mayabeschaving ouder was dan Egypte. Zijn bevindingen werden echter door de meeste archeologen verworpen, die erop wezen dat de chronologie en de bewijzen tegen culturele diffusie Le Plongeons periodiseringsvoorstel onmogelijk maakten. Le Plongeon verwierp echter de kritiek en beschuldigde zijn critici ervan studeerkamergeleerden te zijn.
Le Plongeons theorieën werden gaandeweg steeds vergezochter. Hij stelde dat de Egyptenaren hun ontwikkeling hadden te danken aan de Maya's, en dat in feite de hele wereldbeschaving haar oorsprong vond in de Mayabeschaving. Ook beweerde hij het Mayaschrift te hebben ontcijferd en uit Maya-inscripties te hebben geconcludeerd dat Atlantis of een compleet continent genaamd Mu onderdeel van de Mayabeschaving vormde. Le Plongeon, een vrijmetselaar, was ervan overtuigd dat de Maya's de grondleggers waren van de vrijmetselarij. Ook zouden de Maya's al de telegraaf hebben gebruikt. De Mayasteden van het centrale Mayagebied, waaronder Palenque, dateerden volgens Le Plongeon van na het hoogtepunt van de Mayabeschaving en waren volgens hem in werkelijkheid gebouwd door Polynesiërs.
Le Plongeons academische werk werd in zijn tijd al door weinig mensen geloofd en wordt tegenwoordig door onderzoekers van de Mayabeschaving unaniem verworpen. Desalniettemin zijn zijn onderzoekingen wel van groot belang geweest voor de kennis van de Maya's. Veel van de gebouwen op zijn foto's zijn sindsdien beschadigd geraakt maar kunnen dankzij de foto's nog steeds bestudeerd worden. In sommige new-age-kringen leven Le Plongeons theorieën nog voort in de esoterische stroming het mayanisme.
- Biblioteca Nacional de España: XX1341917
- Bibliothèque nationale de France: cb105511148 (data)
- CiNii: DA05115972
- Gemeinsame Normdatei: 119002442
- International Standard Name Identifier: 0000 0000 8102 2746
- Library of Congress Control Number: n83196207
- Nationale Bibliotheek van Tsjechië: uk20191049230
- Nationale bibliotheek van Australië: 61543354
- Nationale Bibliotheek van Israël: 987007275592605171
- Nederlandse Thesaurus van Auteursnamen: 074643533
- PIC: 266523
- RKD-Nederlands Instituut voor Kunstgeschiedenis: 409954
- Istituto Centrale per il Catalogo Unico: LO1V399970
- SNAC: w6w10fxq
- Système universitaire de documentation: 087894629
- Union List of Artist Names: 500115086
- Virtual International Authority File: 22941772
- WorldCat: E39PBJyxdhmPKrq7mrPyCPxdQq